# Kurt Stöber
Kurt Stöber (* 29. August 1928 in Rothenburg ob der Tauber; † 1. April 2016 ebenda) war ein deutscher Rechtspfleger und juristischer Fachbuchautor. Er war langjähriger Mitverfasser bekannter juristischer Standardkommentare zum Vereinsrecht, zum Zwangsversteigerungsgesetz, zum Zwangsvollstreckungsrecht und zum Grundbuchrecht.

## Leben
Kurt Stöber wurde am 29. August 1928 im fränkischen Rothenburg ob der Tauber geboren. 1947 begann er eine Ausbildung als Rechtspflegeranwärter im bayerischen Justizdienst, welche er 1949 mit der Rechtspflegerprüfung beendete. Anschließend war Stöber von 1950 bis 1971 als Rechtspfleger an verschiedenen bayerischen Amtsgerichten tätig, wobei er ab 1955 hauptsächlich am Amtsgericht Nürnberg wirkte. 1971 wechselte Stöber nach München, wo er bis 1975 als Geschäftsleiter des Landgerichtes München I tätig war. Danach folgte er einem Ruf der Bayerischen Beamtenfachhochschule für den Fachbereich Rechtspflege in Starnberg, wo er bis 1990 als Dozent tätig war. Stöber machte sich schon in seiner aktiven Zeit als Rechtspfleger einen Namen als Experte des Rechtspflegerrechts und wurde dementsprechend 1961 auch Mitglied der Reformkommission des Bundes Deutscher Rechtspfleger, welche Vorschläge für das 1970 verabschiedete Rechtspflegergesetz erarbeitete. Darüber hinaus übernahm Stöber ab 1968 in der Nachfolge von Paul Wedewer die Schriftleitung der Zeitschrift Der Deutsche Rechtspfleger, welche er bis 1980 innehatte. Bis 2000 fungierte er dann weiterhin als Mitherausgeber dieser traditionsreichen Fachzeitschrift. Seit 1995 lebte Stöber wieder in seiner Heimatstadt Rothenburg ob der Tauber.

## Wissenschaftliches Werk
Die Tätigkeit von Stöber, der nie eine akademische Ausbildung genoss, als juristischer Fachautor erstreckt sich auf über 50 Jahre. Dabei sind einige seiner Standardkommentare längst ähnliche Eigenmarken wie der Palandt geworden. Speziell sein 1964 erstmals erschienenes Werk Forderungspfändung ist dazu zu zählen und ist 2013 in der mittlerweile 16. Auflage erschienen. 1971 folgte die 1. Auflage eines Kommentares zum Vereinsrecht, den Stöber bis zur 10. Auflage mittlerweile als Handbuch des Vereinsrechts betreute und der 2016 in seiner 11. Auflage erschien. Von der 11. Auflage 1983 bis zur 21. Auflage 2016 betreute Stöber als alleiniger Verfasser auch den 1934 erstmals herausgegebenen Kommentar zum Zwangsversteigerungsgesetz, den er in der Nachfolge von Friedrich Zeller übernahm. Ab 1984 schrieb Stöber an einem weiteren Schwergewicht in der Kommentar-Literatur mit, dem ZPO-Kommentar von Richard Zöller. Dabei betreute er innerhalb des Autoren-Teams zunächst den Bereich Zwangsvollstreckung, ab 1993 auch das Zustellungsrecht. Darüber hinaus gab Stöber jahrzehntelang zwei bekannte Handbücher der Rechtspraxis des C. H. Beck-Verlags heraus. Mit Hartmut Schöner veröffentlichte er ab der 6. Auflage das von Karl Haegele begründete Handbuch zum Grundbuchrecht, welches derzeit in der 15. Auflage vorliegt, mit Helmut Keidel veröffentlichte er das Handbuch zum Registerrecht, welches er von der 3. bis zur 6. Auflage mit betreute. Hinzu kommt seine langjährige Herausgeber- und Autorentätigkeit für die Zeitschrift Der Deutsche Rechtspfleger.

## Werke (Auswahl)
- Zwangsversteigerungsgesetz : Kommentar zum ZVG der Bundesrepublik Deutschland mit einem Anhang einschlägiger Texte und Tabellen, Verlag C.H. Beck, München 2016, ISBN 978-3-406-68626-9.
- Stöber/Rellermeyer, Forderungspfändung : Zwangsvollstreckung in Forderungen und andere Vermögensrechte, Gieseking, Bielefeld, 17. Aufl. 2020, ISBN 978-3-7694-1170-6.
- GBO-Verfahren und Grundstückssachenrecht : Einführung und Lehrbuch, Verlag C.H. Beck, 2012
- siehe auch: Verzeichnis aller Werke im Katalog der Deutschen Nationalbibliothek